# Daniel McCarthy
Daniel William McCarthy (Onekama, Michigan, 1955) is een Amerikaans componist, muziekpedagoog en trompettist.

## Levensloop
McCarthy studeerde aan de Kent State University in Kent, waar hij zijn Bachelor of Music behaalde. Vervolgens studeerde hij aan Universiteit van Akron in Akron en behaalde aldaar in 1984 zijn Master of Music in compositie. Zijn studies voltooide hij wederom aan de Kent State University in Kent en promoveerde tot Ph.D. (Philosophiæ Doctor) in 2008. 
Van 1991 tot 2000 was hij docent voor muziektheorie, compositie en musicologie aan de Staatsuniversiteit van Indiana in Terre Haute. Aldaar was hij mededirecteur van het Indiana State University Contemporary Music Festival, waar The Louisville Orchestra inbetrokken was. Hij was ook docent voor compositie aan de DePauw University in Greencastle en als instructeur voor compositie, computermuziek en muziektheorie verbonden aan het Interlochen Center for the Arts in Interlochen (Michigan). Sinds 2000 is hij professor en hoofd van de afdeling compositie en muziektheorie aan de School of Music van de Universiteit van Akron in Akron. 
Hij is oprichter van het Midwest Composers' Forum in Indiana en was voorzitter van de Cleveland Composers Guild.
Als componist ontving hij al vele nationale en internationale prijzen en onderscheidingen zoals de Harvey Phillips Excellence in Composition Award (2008), in 2007 werd hij voor de prestigieuze Pulitzerprijs voor muziek genomineerd, de New Generations Orchestra Commissioning Award (2006), de Sackler Award (2006), de International New Music Consortium Prize van de Universiteit van New York, de Belgrado ppIANISSIMO Composition Prize, vijf keer de Ohio Arts Council Excellence in Composition Award, 2 keer de Indiana Arts Commission Artist Award, 3 keer de Ohio Adult Composers Award en werd door de Ohio Music Educators Association benoemd tot componist van het jaar (2005). Vele van zijn werken zijn opgenomen op cd bij label zoals Albany, Centaur, d'Note Classics, Gasparo en Klavier Records door orkesten in het binnen en buitenland. Hij is lid van de Society of Composers, Inc. (SCI). 

## Composities

### Werken voor orkest
- 1995 American Dance Music, voor koperkwintet, slagwerker en orkest (of kamerorkest)
- 1999 An American Girl, voor orkest
  1. Alannah:  Paintings, Drawings, and Stories
  2. Siobhan in Colonial Williamsburg
- 2000 At the Edge, voor jeugdorkest
- 2001 Rimbasly: Concerto nr. 1, voor marimba en orkest
- 2002 Five Songs from the Summit
- 2003 Chamber Symphony nr. 3, voor klarinet en orkest 
  1. Prelude
  2. Holy Ghost
  3. A Voice in the Dark
  4. TanzMusik
  5. Interlude: Nebulon
  6. Finale
- 2004 Gothica: Concert, voor fagot en orkest
- 2005 Chamber Suite, voor altviool en orkest
- 2009 UnderWood: Concert nr. 2, voor marimba en orkest
  1. Melismatic
  2. InaMst
  3. Rokit!
- 2012 Two Artist Profiles, voor strijkorkest 
  1. After Poe: Alone
  2. Isadora: Dance!
- Architectures, voor orkest
- Bounce to This, voor saxofoon en orkest
- Harmonizer
- Light up The Sky
- Loon-Wolf, concert voor tuba en orkest
- Towers: The Ascent of Orodruin
- Turn the Page, met cd (of gitaar) solo en orkest

### Werken voor harmonieorkest
- 1993 Chamber Symphony nr. 1, voor marimba en harmonieorkest
  1. Deer Hunting In Michigan
  2. Harmonic Rhythms
  3. The Stuff Of Adventure
- 1999 Grand Ledges: Vistas in Michigan
- 1999 KraftHammer
- 2000 Comets in Winter Sky
- 2001 Rimbasly: Concerto nr. 1, voor marimba en harmonieorkest
- 2002 Chamber Symphony nr. 2, voor fagot en harmonieorkest[1][2]
  1. Stomp And Buc Dance
  2. Interlude
  3. Mechanique
  4. Interlude: Creep
  5. Static
  6. Fire, Dance And Wahbekanetta
- 2002 Fun, Fire, and Fury
- 2002 War is Kind, voor gemengd koor en harmonieorkest
- 2004 In Love's Autumn
- 2006 Liquid Moon
- 2006 The Led Page, voor cd (of gitaar) en harmonieorkest
- 2006 Prisms
- 2006 Loon-Wolf, concert voor tuba en harmonieorkest
- 2007-2008 Chamber Symphony nr. 4 "Towers of Power", voor saxofoons en harmonieorkest
  1. Bump City - (altsaxofoon)
  2. Quiet Scream - (sopraansaxofoon)
  3. Knock Yourself Out! - (tenorsaxofoon)
- 2011 Sound the Call
- Close to the Edge
- Polarization

### Werken voor jazzensemble
- Age of Reason
- Immovable Do
- SoundMass
- The Moderns

### Vocale muziek

#### Cantates
- 2001 Christmas Cantata: The Child Spirit, voor mezzosopraan, tenor, bariton, kinderkoor, orgel en orkest

#### Werken voor koor
- 2001 Roll away the Stone, voor achtstemmig gemengd koor (SSAATTBB), althobo/hobo en orgel
- 2005 Song of Summer, voor vierstemmig vrouwenkoor (SSAA), althobo, slagwerk (vibrafoon, shaker, tempelbloks, congas (of bongos), drumstel), contrabas en piano

#### Liederen
- 2001 Tree Beard: Ent and Entwife, voor sopraan, tenor, piano, synthesizer en cd
- 2008 About Leaving, voor zangstem en piano
- You, Who Sang In Summer, voor sopraan, viool, klarinet, fagot, cello en slagwerk

### Kamermuziek
- 1990 Harmonizer, voor viool en computer genereerde synthesizer
- 1992 Rimbasly (work V), voor marimba en piano
- 1997 The Call of Boromir, voor hoorn en marimba[3]
- All the West Was Moving, versie 1 voor fagot en strijkkwartet
- All the West Was Moving, versie 2 voor strijktrio en piano
- BeatMusik, voor 2 contrabassen
- Beaton, voor 2 celli
- Black Belt, White Cadillac, voor blaaskwintet en altsaxofoon
- Blithe Spirit, voor tuba (solo) en kamerensemble (klarinet, hoorn, fagot en cello)
- Breathe, voor sopraansaxofoon en piano
- Bundle of Sticks, voor fagot en slagwerk
- Children of the Corn, voor koperensemble
- Event Horizon, voor koperkwintet
- Fire, Dance, and Wahbekanetta: Strijkkwartet nr. 6
- Flight, voor klarinet solo
- HipHocket, zes ritmische etudes voor saxofoonkwartet
- Infinity, voor trompet en marimba/vibrafoon
  1. Entangled
  2. Fall Turnover
  3. Trick of the Tail
  4. Captain's Heart
  5. Good Harbor
- Knock Yourself Out!, voor eufonium/tubaensemble en slagwerk
- KraftWerk, voor tuba en slagwerk[4]
- Ms. Thang, voor altsaxofoon en marimba
- On the Edge, voor trombone en slagwerk
- Plush Funk, voor dwarsfluit, viool, cello en piano
- Razdraz, voor altsaxofoon en marimba
- Stomp! Strijkkwartet nr. 5
- Tales of the Donner Expedition, voor blaaskwintet 
  1. Westward Ho!
  2. Midwest: Plains and Valleys
  3. Of Dog Meat and Hide
  4. Children Play, Children Die
  5. The Lake
  6. The Forlorn Hope
- Testament, voor altviool en piano
- The Grand Traverse, voor hoorn, viool en piano
- Two Pieces, voor tromboneensemble
- Two Pieces, voor eufonium/tubaensemble
- Visions in Funk: Strijkkwartet nr. 3
- Visions of the Anointed: Strijkkwartet nr. 4
- Wild and Peaceful, voor altsaxofoon, vibrafoon en strijktrio

### Werken voor orgel
- 2009 Descentions

### Werken voor piano
- 2001-2003 Time Out of Mind: Six Tales of Middle Earth
  1. Flight to the Ford
  2. The Mirror of Galadriel
  3. The Drums of Moria
  4. The Shadow of the Past
  5. Huorns: Silent Malice
- Mirror of Galadriel
- UrbanScapes, voor piano en cd

### Werken voor slagwerk
- 1999 WarHammer, voor marimba en cd[5]
- 2008 The 9's, voor pauken solo en elektronica
- Balance of Power, voor 2 slagwerkers
- Concert, voor marimba, 6 slagwerkers en synthesizers 
  1. Melismatic
  2. Inamst
  3. ROKIT
- Dance Music, voor slagwerkensemble
- Dance on Wahbekaness, voor marimba solo
- HammerStrength, voor slagwerkensemble
- RimbaDance, voor marimba en slagwerk
- Rimbasly (work I), voor marimba en cd[6]
- Rimbasly (work III), voor marimba en slagwerkensemble
- River is the Way, voor slagwerkensemble
- Song of Middle Earth, voor marimba en slagwerkensemble
  1. Dreamt of the Dragon
  2. The Drums of Moria
  3. Recitative: Dark Towers
  4. Unto Long Glory
- Swords of Power, voor slagwerkduet
- Xyprexia, voor slagwerkensemble

## Discografie
- Towers of Power, MCCARTHY, GLASS, PLOG door Timothy McAllister (saxophones), University of Arizona Wind Ensemble - Gregg I. Hanson - Albany Records TROY 1108 - 1st Jan 2009
- Harrington String Quartet - Plays Daniel McCarthy,  Stomp! (String Quartet No. 5) - Vision of the Anointed: String Quartet No. 4 - Visions in Funk (String Quartet No. 3)  - Albany Records TROY 950, September 18, 2007.
- Time Pieces (Cindy McTee, Daniel McCarthy, Robert [1] Patterson, George Walker, Dana Wilson) - North Texas Wind Symphony - Eugene Corporon - Klavier K11122 - November 6, 2001
- Hemispheres: Music for Wind Ensemble - North Texas Wind Symphony - Eugene Corporon - Klavier K11122  January 1, 2002
- Song of Middle Earth: An Anthology of Percussion Music by Daniel McCarthy - Edward Bach, CortMcClaren, Michael Burritt, Indiana State University Faculty Winds, John Boyd, Leslie Norton, Christopher Norton, Craig Whittaker, Kent State Percussion Ensemble, Michael Burns, Nathan Daughtrey, Danny Frye - TruMedia Redords, Ltd. - January 1, 1998